# ولما (اکلاهما)
ولما (به انگلیسی: Velma) شهری در ایالت اکلاهما کشور ایالات متحده آمریکا است که جمعیت آن در سرشماری سال ۲۰۱۰ میلادی، ۶۲۰ نفر بوده‌است.